# 尚弗勒里 (奥布省)
尚弗勒里（法語：Champfleury，法語發音：[ʃɑ̃fløʁi]）是法国奥布省的一个市镇，属于塞纳河畔诺让区。

## 地理
尚弗勒里（48°37'1"N, 4°0'22"E）面积17.98 平方千米，位于法国大東部大區奥布省，该省份为法国中北部省份，北起马恩省，西接塞纳-马恩省，西南至约讷省，东南至科多尔省，东临上马恩省。
与尚弗勒里接壤的市镇（或旧市镇、城区）包括：埃尔比斯、普朗西拉拜、萨隆、小维亚普尔、维利耶埃尔比斯。

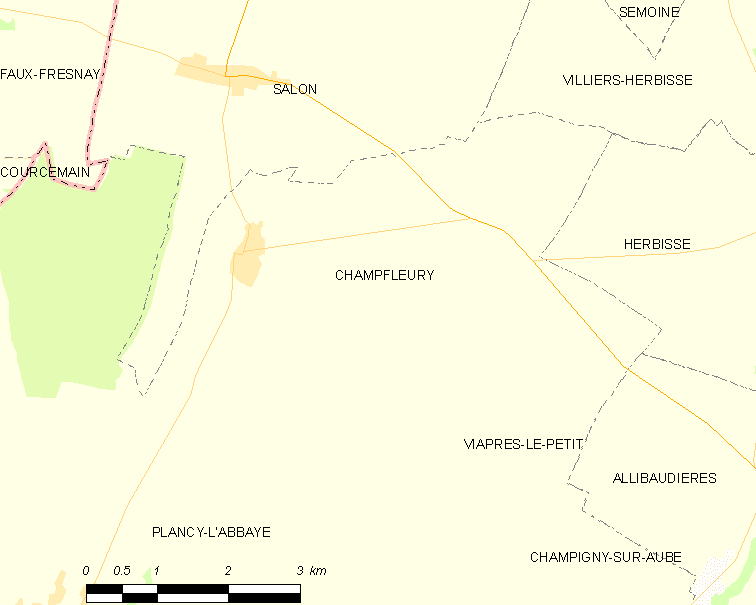
的OSM定位图

尚弗勒里的时区为UTC+01:00、UTC+02:00（夏令时）。

## 行政
尚弗勒里的邮政编码为10700，INSEE市镇编码为10075。

## 政治
尚弗勒里所属的省级选区为特鲁瓦附近克勒内县。

## 人口

1962-2008年间人口变化图示

尚弗勒里于2022年1月1日时的人口数量为109人。